# Boris Godunoff
Boris Godunoff (Der falsche Dimitri) è un film muto del 1922 diretto da Hans Steinhoff che trae spunto dalla vicenda storica del falso Dimitri, pretendente al trono di Russia.

## Produzione
Il film fu prodotto dalla Gloria-Film GmbH (Berlin). Venne girato dal maggio all'agosto 1922.

## Distribuzione
Distribuito dall'Universum Film (UFA), uscì nelle sale cinematografiche tedesche dopo essere stato proiettato in prima all'Ufa-Palast am Zoo di Berlino il 15 dicembre 1922 in una serata dedicata alla raccolta di fondi per il fondo di soccorso dell'Associazione Stampa del Reich.